# Ghassan Ben Jeddou
Pour les articles homonymes, voir Jeddou.
Ghassan Ben Jeddou (arabe : غسان بن جدو), né le 8 août 1962, est un journaliste tuniso-libanais. Il est le directeur de la chaîne de télévision par satellite panarabe Al Mayadeen basée à Beyrouth. Il a été reconnu dans la presse comme une personnalité arabe influente.

## Jeunesse
Ghassan Ben Jeddou est le fils d'un Tunisien et d'une Libanaise chrétienne. Il étudie en Tunisie, période durant laquelle il s'engage en politique. Espérant un temps que l'arrivée au pouvoir de Ben Ali apporterait le progrès et la liberté en Tunisie, il est bientôt déçu et doit s'exiler après avoir été arrêté et avoir passé une période en résidence surveillée.

## Carrière
Il commence sa carrière de journaliste comme correspondant pour la BBC, Al-Hayat et d'autres journaux arabes, ainsi que pour l'Arab Institute for International Studies basé à Washington. Par la suite, il devient chef du bureau d'Al Jazeera en Iran puis à Beyrouth,.
Durant ses années à Al Jazeera, il travaille sur un documentaire consacré au Hezbollah, obtenant même une interview exclusive avec son secrétaire général, Hassan Nasrallah, durant le conflit israélo-libanais de 2006. La même année, il interviewe également Julia Boutros, Walid Joumblatt et l'ancien président cubain Fidel Castro. En 2007, il est considéré comme le présentateur le plus regardé et le plus populaire de la chaîne. Il en devient une figure influente en 2010, avec son programme Hiwar Maftuh (« Dialogue ouvert » en arabe) qui est l'un des programmes les plus suivis. Il est même cité comme un possible successeur au directeur général de la chaîne, Wadah Khanfar (en).
Le 22 avril 2011, Ben Jeddou démissionne en dénonçant le manque de professionnalisme et d'objectivité d'Al Jazeera dans le contexte du Printemps arabe,,. Il n'aurait en effet pas approuvé la couverture par la chaîne de la situation en Libye, au Yémen et en Syrie, alors qu'elle ignorait complètement la crise à Bahreïn.
Le 11 juin 2012, il lance sa propre chaîne d'information par satellite, Al Mayadeen, basée à Beyrouth, dont il devient directeur.
En 2007, il est désigné comme le 24e Arabe le plus influent parmi 100 personnalités arabes classées par Arabian Business ; il obtient la 59e place parmi 500 personnalités arabes classées par Arabian Business en 2011.

## Prises de position
Après sa démission, il avance que l'opposition syrienne au régime du président Bachar el-Assad et ceux qui la soutiennent sont responsables du sang versé durant la guerre civile, affirmant qu'une réelle opposition ne devrait jamais faire usage de la violence contre les citoyens. Ben Jeddou apprécie également les réformes menées par Assad qui ont déçu selon lui ceux qui voulaient intervenir dans les affaires intérieures de la Syrie. En juin 2012, il soutient que « le régime de Bachar el-Assad est l'objet d'un complot international ».

## Vie privée
Ghassan Ben Jeddou est marié à une femme originaire du Sud-Liban. Né avec la nationalité tunisienne, il détient la double nationalité après avoir acquis la nationalité libanaise.